# Artur Taimazov
Artur Taimazov (n. 20 iulie 1979, Noghir⁠(d), RSFS Rusă, URSS) este un luptător ce a reprezentat Rusia, medaliat olimpic. A participat la 4 ediții ale Jocurilor Olimpice (2000, 2004, 2008, 2012) în care a câștigat 3 medalii de aur și o medalie de argint.